# Acrotrichis sanctaehelenae
Acrotrichis sanctaehelenae é uma espécie de insetos coleópteros polífagos pertencente à família Ptiliidae.
A autoridade científica da espécie é Johnson, tendo sido descrita no ano de 1972.
Trata-se de uma espécie presente no território português.